# Jane Zhang

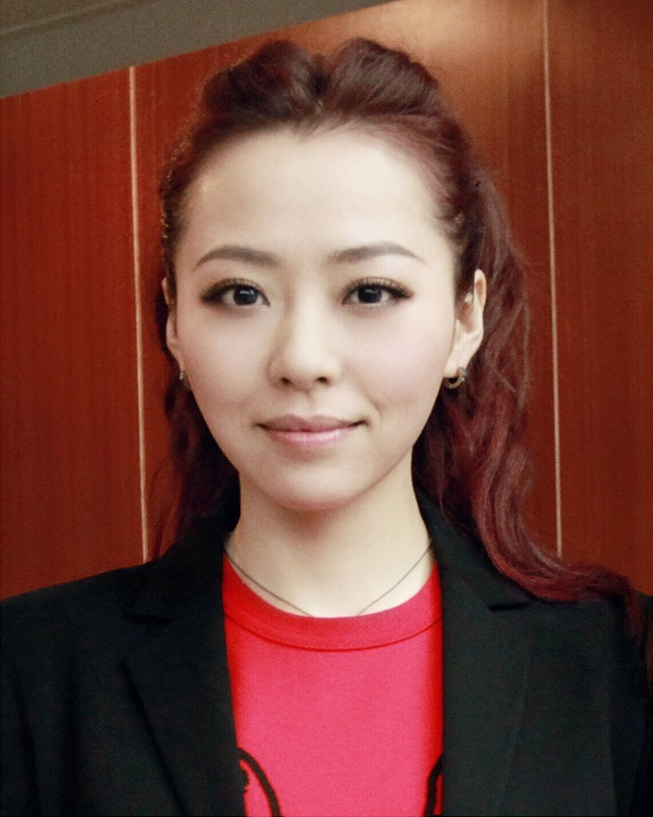
Jane Zhang, 2019

Zhang Liangying (chinesisch 张靓颖, Pinyin Zhāng Liàngyǐng, * 11. Oktober 1984 in Chengdu), auch bekannt unter dem Namen Jane Zhang, ist eine chinesische Sängerin, die besonders bekannt ist für ihre Beherrschung der höchsten Stimmlage, des Pfeifregisters.

## Leben
Zhangs Vater arbeitete als Mechaniker bei einem Transportunternehmen, ihre Mutter als Bürokraft. In ihrer Kindheit trat Zhang mehrfach am Arbeitsplatz ihrer Eltern auf. Ihr Vater starb, als sie 13 war, was sie veranlasste, öffentlich aufzutreten, wobei sie instrumental von ihrem Onkel begleitet wurde. Nach dem Schulbesuch begann sie ein Fremdsprachen-Studium an der Sichuan-Universität mit dem Schwerpunkt Anglistik, brach es jedoch ab, um beim TV-Wettbewerb Super Girl (超级女声) 2005 teilzunehmen, wo sie den dritten Platz erreichte und in der Volksrepublik China national bekannt wurde. Seitdem veröffentlichte sie mehrere erfolgreiche Alben und erhielt eine Reihe von Auszeichnungen.

## Diskografie

### Alben
- The One (2006)
- Update (2007)
- Jane@Music (2009)
- Believe in Jane (2010)
- Reform (2011)
- The Seventh Sense (2014)

### EPs
- Dream It Possible (2015)

- Grateful EP (2013)

- Dear Jane EP (2007)

- Jane.Love EP (2006)

### Live-Alben
- Listen to Jane Z Live (2012)

## Auszeichnungen
- Hong Kong TVB8 Awards, 2007
- Hong Kong Film Awards, 2009
- Asia Song Festival, 2010
- Mnet Asian Music Awards, 2011
- MTV Europe Music Awards, 2011
- Chinese Song Chart-Beijing Pop Music Awards, sieben Mal in den Jahren 2007–2012
- Top Chinese Music Awards, 2013
- MTV Europe Music Awards, 2013
- MTV Europe Music Awards, 2015